# Wauzeka (Wisconsin)
Wauzeka es una villa ubicada en el condado de Crawford en el estado estadounidense de Wisconsin. En el Censo de 2010 tenía una población de 711 habitantes y una densidad poblacional de 56,74 personas por km².

## Geografía
Wauzeka se encuentra ubicada en las coordenadas 43°5′9″N 90°53′56″O / 43.08583, -90.89889. Según la Oficina del Censo de los Estados Unidos, Wauzeka tiene una superficie total de 12.53 km², de la cual 12.49 km² corresponden a tierra firme y (0.33%) 0.04 km² es agua.

## Demografía
Según el censo de 2010, había 711 personas residiendo en Wauzeka. La densidad de población era de 56,74 hab./km². De los 711 habitantes, Wauzeka estaba compuesto por el 95.78% blancos, el 0.98% eran afroamericanos, el 0.14% eran amerindios, el 0.28% eran asiáticos, el 0% eran isleños del Pacífico, el 1.13% eran de otras razas y el 1.69% pertenecían a dos o más razas. Del total de la población el 1.83% eran hispanos o latinos de cualquier raza.